# Navassa
Navassa (francuski: La Navase, haićanski kreolski: Lanavaz ili Lavash) je otok koji je kao jedno od neinkorporiranih Američkih vanjskih područja dio SADa. Leži u Karibima između Haitia i Jamajke.
Haiti polaže pravo na otok.

## Povijest
Godije 1857. SAD su, prije svega radi velikih količina guana, pripojio otok Navassu na temelju Zakona o otocima s guanom, i koristio guano u razdoblju od 1865. do 1889. 1917. je tamo sagrađen svjetionik. Od 1998. je otok proglašen parkom prirode.